# Hugo Cabezas Bracamonte
Hugo César Cabezas Bracamonte (Boconó, Trujillo, Venezuela, 22 de septiembre de 1972) es un político y abogado venezolano, gobernador del estado Trujillo entre 2008 y 2012 y ministro del Despacho de la Presidencia de la república en 2007 durante el gobierno de Hugo Chávez y en 2014 en el de Nicolás Maduro.

## Biografía
Estudió en derecho en la Universidad de Los Andes donde fue parte del Movimiento Utopía 78 junto con Tareck El Aissami, futuro gobernador de Aragua y ministro de Petróleo.

### Carrera política
En 2003, después de que nombraran a Tareck El Aissami presidente de la Misión Identidad, este lo nombró presidente de la Oficina Nacional de Identificación y Extranjería (Onidex), ahora SAIME.
En 2007 fue nombrado por Hugo Chávez ministro del Despacho de la Presidencia de la república. Se lanzó a las elecciones regionales de 2008, resultando electo gobernador de Trujillo para el período 2008-2012. Durante su gobierno fue denunciado por grupos chavistas la supuesta desviación de la construcción de 700 casas en el estado, por lo cual no fue promovida su reelección.
Fue director del Complejo Editorial Alfredo Maneiro desde 2013 hasta 2023, por designación del ministro Ernesto Villegas. Su gestión fue denunciada en 2016 por la Comisión de Medios de la Asamblea Nacional por controlar y regular la venta de insumos de la prensa escrita con la finalidad de desaparecer los medios de comunicación escritos del país. Según la ONG Espacio Público la oferta informativa impresa se redujo en el país entre un 47% y 51% en el período comprendido entre 2013 y 2018, en buena medida por la dificultad de tener acceso al papel.
En 2014 fue nombrado por Nicolás Maduro ministro del Despacho de la Presidencia de la república, hecho que generó rechazo del Partido Comunista junto a una petición de alejarlo del cargo por su «lista de serias denuncias de corrupción». Un año después, asumió la conducción del Servicio Autónomo de Imprenta Nacional y Gaceta Oficial (Saingo).
Desde 2018 hasta 2023 fue gerente general de Operaciones y Administración por la junta administradora de la empresa Smurfit Kappa Cartones de Venezuela. También fue representante del Ministerio de Industria y Producción Nacional.

### Detención
En abril de 2023 fue capturado por la Policía Nacional Contra la Corrupción durante la madrugada y llevado a la sede del Servicio Bolivariano de Inteligencia Nacional (Sebin) para ser imputado por su supuesta implicación en las tramas de corrupción en la Corporación Venezolana de Guayana (CVG) y Cartones de Venezuela.